# Satchelliella hirticornis
Satchelliella hirticornis es una especie de insecto díptero de la familia de los psicódidos.
Se encuentra en Europa: en los Alpes en Francia, Alemania, Italia y Austria.